# Mission Viejo
Mission Viejo és una ciutat del Comtat d'Orange (Califòrnia). Segons el cens de l'1 de gener de 2010 tenia 100.725 habitants.

## Demografia
Segons el cens del 2000, Mission Viejo tenia 93.102 habitants, 32.449 habitatges, i 25.212 famílies. La densitat de població era de 1.926,4 habitants/km².
Dels 32.449 habitatges en un 39,7% hi vivien nens de menys de 18 anys, en un 66,1% hi vivien parelles casades, en un 8,1% dones solteres, i en un 22,3% no eren unitats familiars. En el 17,3% dels habitatges hi vivien persones soles el 6% de les quals corresponia a persones de 65 anys o més que vivien soles. El nombre mitjà de persones vivint en cada habitatge era de 2,84 i el nombre mitjà de persones que vivien en cada família era de 3,22.
Per edats la població es repartia de la següent manera: un 27,1% tenia menys de 18 anys, un 6,6% entre 18 i 24, un 30,5% entre 25 i 44, un 24,9% de 45 a 60 i un 10,9% 65 anys o més.
L'edat mediana era de 38 anys. Per cada 100 dones de 18 o més anys hi havia 91,7 homes.
La renda mediana per habitatge era de 78.248 $ i la renda mediana per família de 86.902 $. Els homes tenien una renda mediana de 61.849 $ mentre que les dones 38.743 $. La renda per capita de la població era de 33.302 $. Entorn del 2,3% de les famílies i el 3,8% de la població estaven per davall del llindar de pobresa.

## Poblacions properes
El següent diagrama mostra les poblacions més properes.